# 1986 في الفلبين
فيما يلي قوائم الأحداث التي وقعت خلال عام 1986 في الفلبين.

## أحداث
- 22 فبراير – الثورة الفلبينية 1986

## سياسة

### تعيين في المنصب
- 1 يناير – سام براون باك وزير الزراعة [الإنجليزية]‏.
- 16 فبراير – ارتورو تولنتينو نائب رئيس الفلبين [الإنجليزية]‏.
- 25 فبراير – سلفادور لوريل نائب رئيس الفلبين [الإنجليزية]‏.
- 25 فبراير – كورازون أكينو رئيس الفلبين.

### انتهاء فترة المنصب
- 25 فبراير – ارتورو تولنتينو نائب رئيس الفلبين [الإنجليزية]‏.
- 25 فبراير – فرديناند ماركوس رئيس الفلبين.

## مواليد

### أبريل
- 6 أبريل – مارك ميليجين ملاكم فلبيني.

### مايو
- 23 مايو – كارلا هنري

### يونيو
- 30 يونيو – جيسون كاسترو لاعب كرة سلة فلبيني.

### أغسطس
- 7 أغسطس – جفي كاسيو لاعب كرة سلة فلبيني.

### سبتمبر
- 9 سبتمبر – جيرفي كروز لاعب كرة سلة فلبيني.
- 29 سبتمبر – أوليفر باربوسا لاعب شطرنج فلبيني.

### نوفمبر
- 24 نوفمبر – ري غيفارا لاعب كرة سلة فلبيني.

### ديسمبر
- 7 ديسمبر – ديلان أبابو لاعب كرة سلة فلبيني.
- 12 ديسمبر – دنفر كويلو ملاكم فلبيني.

## وفيات

### يوليو
- 21 يوليو – خوسيه أفيلينو (مواليد 1890) سياسي فلبيني.